# Михайловка (Забайкальский край)
Михайловка — село в Нерчинско-Заводском районе Забайкальского края России. Административный центр сельского поселения «Михайловское».

## География
Село находится в южной части района, на правом берегу реки Нижняя Борзя (приток Аргуни), при автодороге 76К-011, на расстоянии примерно 22 километров (по прямой) к юго-западу от села Нерчинский Завод. Абсолютная высота — 538 метров над уровнем моря.
Климат
Климат характеризуется как резко континентальный, с продолжительной морозной зимой и относительно коротким тёплым летом. Средняя температура самого тёплого месяца (июля) составляет 18 — 19 °С (абсолютный максимум — 40 °С). Средняя температура самого холодного месяца (января) — −28,9 °С (абсолютный минимум — −53 °С). Годовое количество осадков — 412—420 мм.
Часовой пояс
Село Михайловка находится в часовой зоне МСК+6. Смещение применяемого времени относительно UTC составляет +9:00.

## История
Основано в 1760 году. В 1931 году, в ходе коллективизации, был организован колхоз им. Ф. А. Погодаева, на базе которого, в 1961 году, был создан совхоз «Михайловский».

## Население
| 1989 | 2002 | 2010 | 2021 |
| ---- | ---- | ---- | ---- |
| 919  | ↘771 | ↘717 | ↘559 |

Половой состав
По данным Всероссийской переписи населения 2010 года в гендерной структуре населения мужчины составляли 47,7 %, женщины — соответственно 52,3 %.
Национальный состав
Согласно результатам переписи 2002 года, в национальной структуре населения русские составляли 99 % из 771 чел.

## Инфраструктура
По данным 2019 года, в селе функционировали средняя общеобразовательная школа, детский сад, сельский клуб, библиотека и сельская участковая больница.
В 2022 году между Михайловкой и поселком Приисковый над рекой Нерчей был открыт новый мост, который прозвали «танцующим». Мост подвесной, при ветре сильнее 15 метров в секунду он качается. С моста не раз падали люди. В апреле 2025 года женщина с внуком упали с моста на лед, при этом женщина погибла, а внук сильно травмировался. Прежний мост с 2018 был в аварийном состоянии, но ходить по нему был не так опасно, и жители были против подвесного моста. По состоянию на 2025 год, в Михайловке нет ни больницы, ни детсада, ни школы, ни местной администрации. Работы тоже нет, и людям приходится добираться на работу в Приисковую или дальше. В Приисковом только медпункт, больница есть только в Нерчинске.

## Улицы
Уличная сеть села состоит из десяти улиц.